# Exochorda racemosa
Exochorda racemosa là loài thực vật có hoa trong họ Hoa hồng. Loài này được (Lindl.) Rehder mô tả khoa học đầu tiên năm 1913.
Exochorda racemosa là một loài thực vật có hoa thuộc họ Hoa hồng (Rosaceae). Loài này được nhà thực vật học John Lindley (Lindl.) mô tả lần đầu tiên, sau đó được Alfred Rehder (Rehder) chỉnh sửa và công nhận trong phân loại khoa học vào năm 1913. Exochorda racemosa, thường được gọi là "ngọc trai bụi" (pearl bush) trong tiếng Anh, là một loại cây bụi rụng lá, nổi bật với những chùm hoa trắng tinh tế, trông giống như những viên ngọc trai, nở vào mùa xuân. Loài này có nguồn gốc từ Đông Á, đặc biệt là Trung Quốc, và thường được trồng làm cây cảnh nhờ vẻ đẹp thanh lịch của nó.

## Hình ảnh

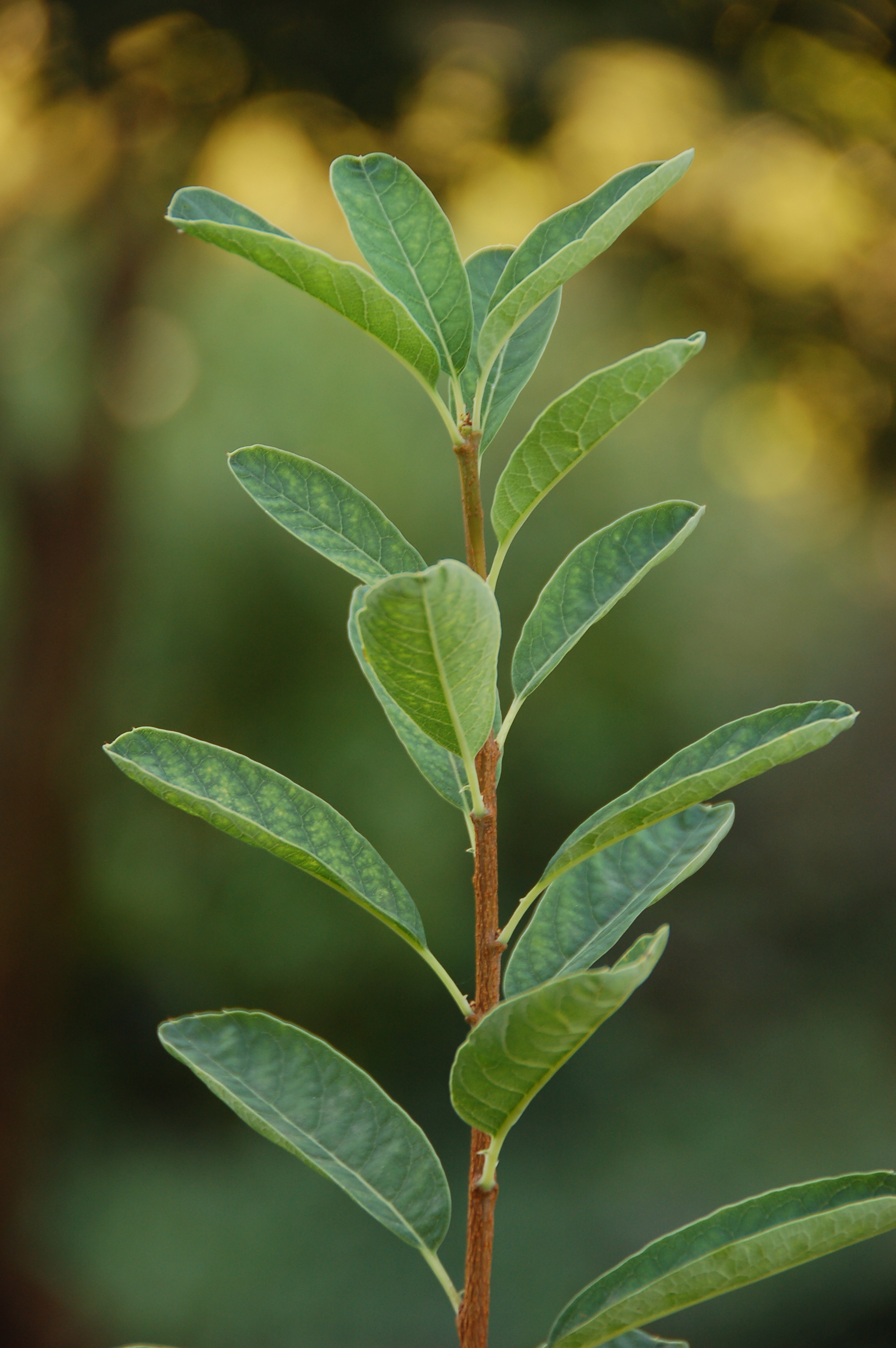
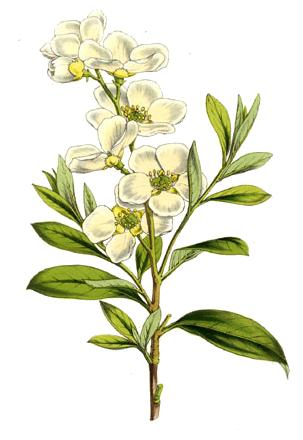
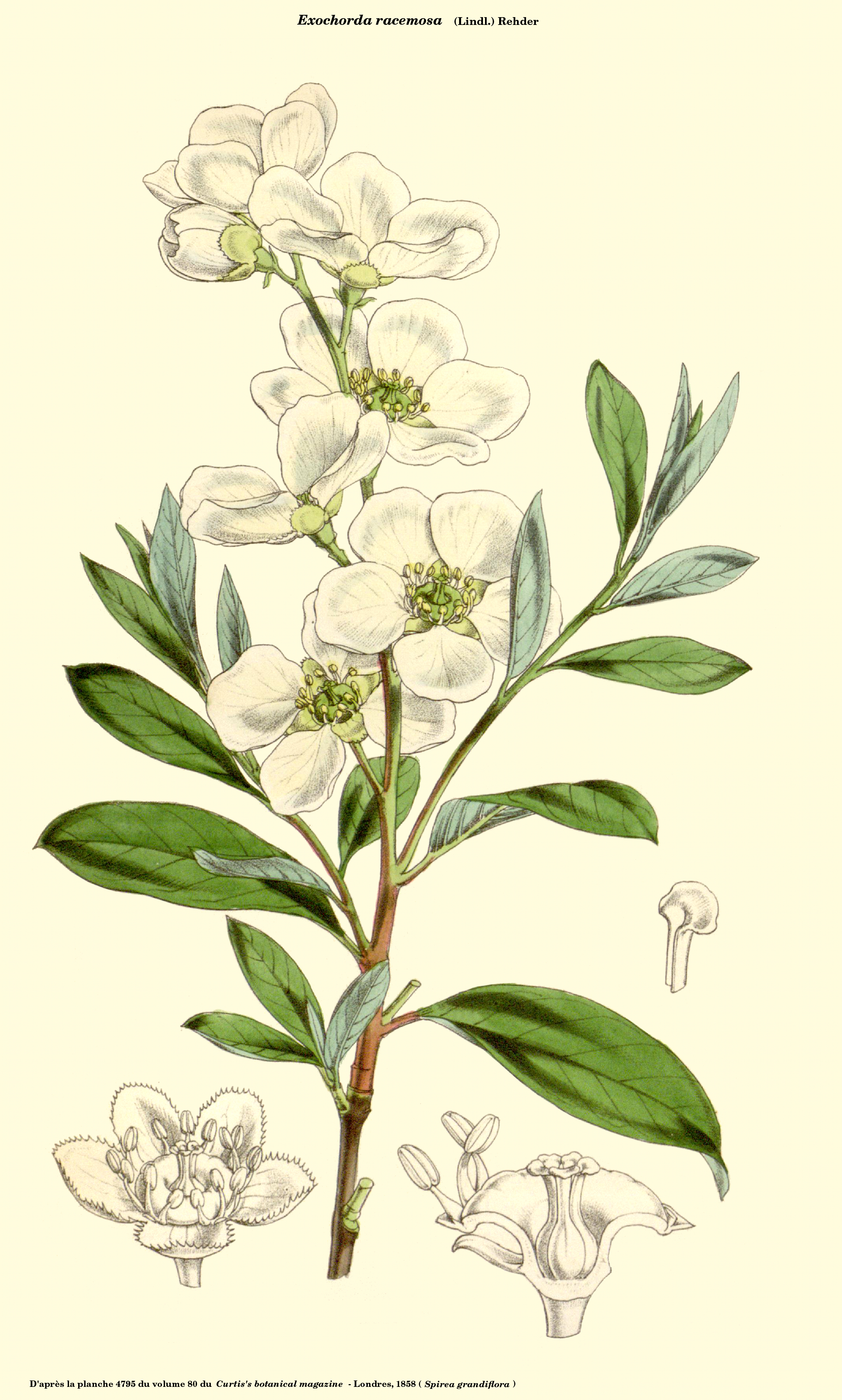
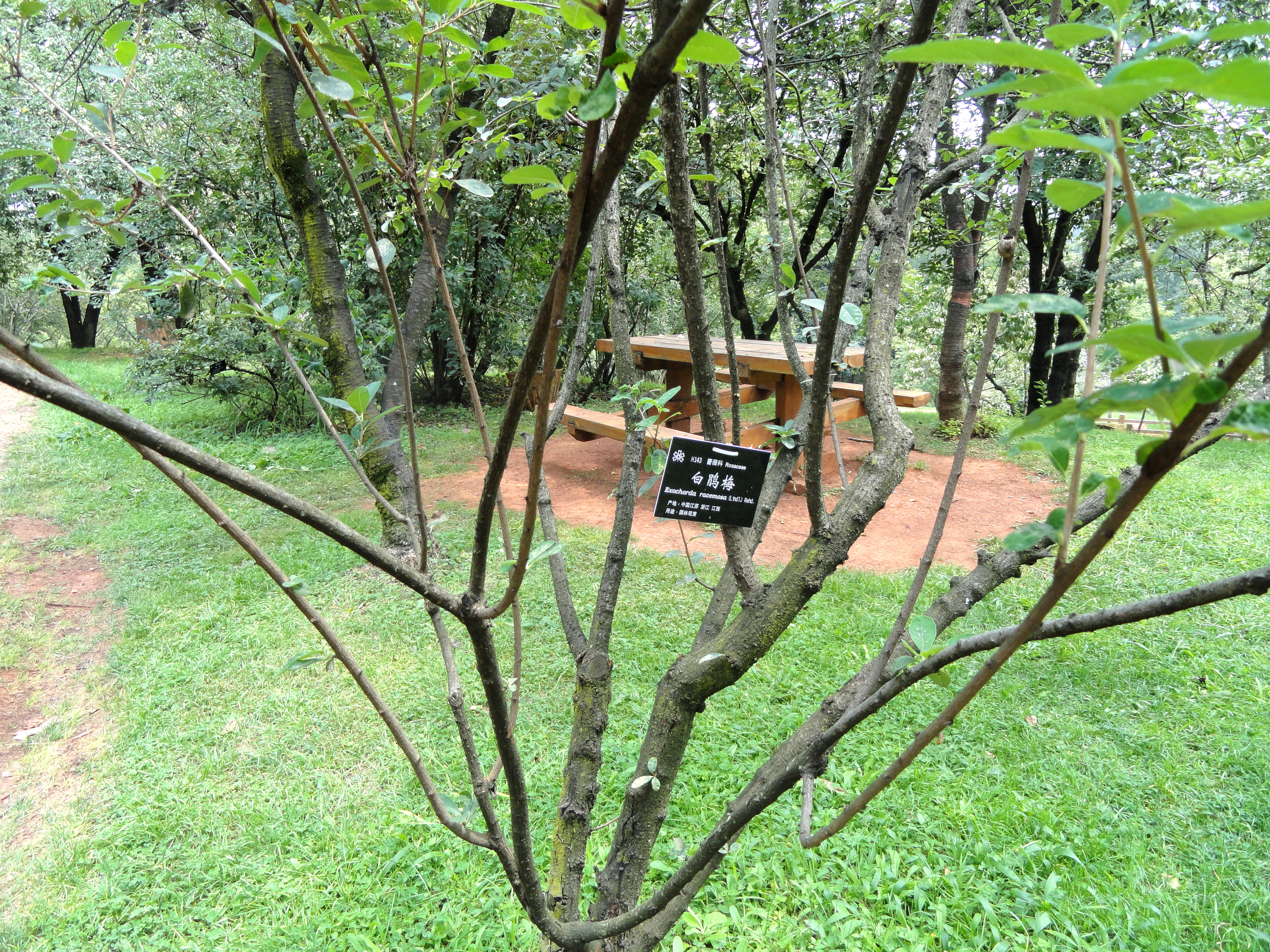